# Соглашение об уровне услуг
Соглаше́ние об у́ровне предоставле́ния услу́ги (англ. Service Level Agreement, SLA) — термин методологии ITIL, обозначающий формальный договор между заказчиком (в рекомендациях ITIL заказчик и потребитель — разные понятия) услуги и её поставщиком, содержащий описание услуги, права и обязанности сторон и, самое главное, согласованный уровень качества предоставления данной услуги.

## Определение
SLA используется внутри организации для регулирования взаимоотношений между подразделениями, а также является основным инструментом непрерывной оценки и управления качеством предоставления услуг аутсорсинга специализированной организацией — аутсорсером.
Как правило термин SLA используется применительно к ИТ и телекоммуникационным услугам. В таком соглашении может содержаться детальное описание предоставляемого сервиса, в том числе перечень параметров качества, методов и средств их контроля, времени отклика поставщика на запрос от потребителя, а также штрафные санкции за нарушение этого соглашения. Для того, чтобы соблюсти SLA, поставщик услуг в свою очередь заключает операционное соглашение об уровне услуг (OLA, operational-level agreement) с другими внутренними подразделениями, от которых зависит качество предоставления услуг.
В идеале, SLA определяется[чем?] как особый сервис[уточнить]. Это позволяет сконфигурировать аппаратное и программное обеспечение для максимизации способности удовлетворять SLA.

## Контрольные параметры соглашения
Параметры качества услуги, указанные в SLA, должны быть измеримыми, то есть представимыми в виде числовых метрик. Например, для услуги доступа в Интернет это может быть максимальное время недоступности, максимальное суммарное время недоступности за период (например, за месяц). Скорость доступа при этом является плохим параметром, поскольку зависит не только от оператора, но и от других операторов, от загруженности сервера сайта и т. п., на что, как правило, поставщик повлиять не может.
Часто в SLA определяется период, за который поставщик услуги предоставляет заказчику отчёт об измеренных параметрах качества.

## Типичная структура SLA
Различные примеры соглашений SLA приведены в описаниях стандартов ITIL и COBIT, где также даны развернутые рекомендации по оценке ключевых показателей эффективности (KPI) при анализе работы по SLA.
Типовая модель SLA должна включать следующие разделы:
1. Определение предоставляемого сервиса, стороны, вовлеченные в соглашение, и сроки действия соглашения.
2. Дни и часы, когда сервис будет предлагаться, включая тестирование, поддержку и модернизацию.
3. Число и размещение пользователей и/или оборудования, использующих данный сервис.
4. Описание процедуры отчетов о проблемах, включая условия эскалации на следующий уровень. Должно быть включено время подготовки отчёта.
5. Описание процедуры запросов на изменение. Может включаться ожидаемое время выполнения этой процедуры.
6. Спецификации целевых уровней качества сервиса, включая:
  - Средняя доступность, выраженная как среднее число сбоев на период предоставления сервиса
  - Минимальная доступность для каждого пользователя
  - Среднее время отклика сервиса
  - Максимальное время отклика для каждого пользователя
  - Средняя пропускная способность
  - Описания расчёта приведённых выше метрик и частоты отчётов
7. Описание платежей, связанных с сервисом. Возможно как установление единой цены за весь сервис, так и с разбивкой по уровням сервиса.
8. Ответственности клиентов при использовании сервиса (подготовка, поддержка соответствующих конфигураций оборудования, программного обеспечения или изменения только в соответствии с процедурой изменения).
9. Процедура разрешения рассогласований, связанных с предоставлением сервиса.
10. Процесс улучшения SLA.

## SLA и аутсорсинг
Аутсорсинг предполагает передачу ответственности от организации поставщику. Управление этим новым соглашением осуществляется посредством контракта, который может включать одно или несколько SLA-соглашений. Контракт может включать в себя штрафы и возможность расторжения договора на случай, если какой-либо из показателей SLA регулярно нарушается. Отслеживание и контроль соблюдения SLA — важная часть дисциплины управления отношениями с аутсорсингом (ORM, Outsourcing Relationship Management). Конкретные SLA обычно оговариваются заранее как часть контракта на аутсорсинг и используются в качестве одного из основных инструментов управления аутсорсингом.